# Ekeren
Ekeren è uno dei distretti del comune di Anversa.
Già comune autonomo, nel 1983 il suo territorio fu diviso e unito in parte a quello di Anversa e in parte (Hoogboom e Zilverenhoek) a quello di Kapellen.